# Palmarès dell'Associazione Sportiva Roma
Nella presente pagina è riportato il palmarès dell'Associazione Sportiva Roma, società calcistica italiana per azioni con sede nella città di Roma.

## Prima squadra
Il primo titolo ufficiale vinto dalla Roma fu la Coppa CONI 1928. Il club si laureò per la prima volta campione d'Italia nel 1941-42, vinse la sua prima Coppa Italia nel 1963-64 e mise per la prima volta in bacheca la Supercoppa italiana nel 2001. In campo nazionale vanta in totale tre scudetti (il più recente nel 2000-01), nove Coppe Italia (l'ultima nel 2007-08) e due Supercoppe italiane (la più recente nel 2007).
Il club ha conseguito un titolo confederale, la UEFA Europa Conference League, messo in bacheca nella sua prima edizione del 2021-2022; nelle altre competizioni dell'UEFA annovera quali migliori risultati il raggiungimento di una finale di Coppa dei Campioni nel 1984 e di due finali di Coppa UEFA/Europa League, nel 1990-1991 e nel 2022-2023. In campo internazionale vanta altresì le vittorie della Coppa delle Fiere nella stagione 1960-1961 e della Coppa Anglo-Italiana nell'edizione 1972.

### Competizioni ufficiali

#### Competizioni nazionali
- Campionato italiano: 3

1941-1942, 1982-1983, 2000-2001
- Coppa Italia: 9

1963-1964, 1968-1969, 1979-1980, 1980-1981, 1983-1984, 1985-1986, 1990-1991, 2006-2007, 2007-2008
- Supercoppa italiana: 2

2001, 2007
- Campionato italiano di Serie B: 1

1951-1952
- Coppa CONI: 1  (record condiviso con l'Alessandria)

1928
- Trofeo Nazionale di Lega Armando Picchi: 1

1971

#### Competizioni internazionali
- UEFA Conference League: 1  (record condiviso con il West Ham Utd e l'Olympiacos)

2021-2022

### Competizioni non ufficiali

#### Competizioni nazionali
- Torneo a quattro di Roma: 1

1943-1944
- Coppa Città di Roma: 1

1944-1945
- Campionato romano di guerra: 1

1944-1945
- Coppa Zenobi: 1

1954
- Coppa Renato Dall'Ara: 9 [8]

1963-1964, 1968-1969, 1979-1980, 1980-1981, 1983-1984, 1985-1986, 1990-1991, 2006-2007, 2007-2008
- Trofeo Dino Viola: 1

1992
- Trofeo Calleri: 1

1994
- Trofeo 20 anni Canale 5: 1

2000

#### Competizioni internazionali
- Trofeo Cappelli e Ferrania: 2

1932, 1934-1935
- Coppa dei Vincitori: 1

1934
- Coppa delle Fiere: 1  (record italiano)

1960-1961
- Trofeo Costa del Sol: 1

1962
- Coppa Transatlantica: 2

1967, 1977
- Coppa Anglo-Italiana: 1

1972
- Coppa Intertoto Ernst Thommen: 1

1980
- Trofeo Teresa Herrera: 1

1984
- Trofeo del Centenario: 1

2010
- Football at Fenway: 2

2012, 2014
- MLS All-Star Game: 1

2013
- Trofeo Naranja: 1

2015
- Mabel Green Cup: 1

2019

## Settore giovanile

### Squadra Primavera (Under 20)
Nel settore giovanile la società vanta otto vittorie nel Campionato Primavera e sei nella pari categoria Coppa Italia, nonché tre in Supercoppa italiana.
Per numero di titoli di campione Primavera la Roma è seconda solo a Torino e Inter, che ne vantano nove.
Tra le competizioni internazionali giovanili figurano inoltre le vittorie in tre edizioni del Torneo di Viareggio (il più recente nel 1991) e in due edizioni della Blue Stars/FIFA Youth Cup (1980 e 2003).

#### Competizioni nazionali
- Campionato Primavera: 8

1972-1973, 1973-1974, 1977-1978, 1983-1984, 1989-1990, 2004-2005, 2010-2011, 2015-2016
- Coppa Italia Primavera: 6

1973-1974, 1974-1975, 1993-1994, 2011-2012, 2016-2017, 2022-2023
- Supercoppa Primavera: 3

2012, 2016, 2023

#### Competizioni internazionali
- Torneo di Viareggio: 3

1981, 1983, 1991
- Blue Stars/FIFA Youth Cup: 2

1980, 2003
- Torneo Città di Vignola: 2

1984, 2018
- Wojtyła Cup: 3

2005, 2006, 2013

### Squadra Allievi Nazionali (Under 17)
La Squadra Under 17, già Squadra Allievi Nazionali, partecipa al torneo nazionale della categoria (vinto in dieci edizioni) e anche al Torneo Internazionale "Maggioni-Righi". La Roma ha trionfato in tre edizioni del Torneo "Carlin's Boys", uno dei principali campionati al mondo a livello Under 17 riconosciuti dalla Fédération Internationale de Football Association (FIFA) nonché il più antico campionato giovanile organizzato in Italia.

#### Competizioni nazionali
- Campionato Nazionale Under-17: 10

1980-1981, 1982-1983, 1992-1993, 1998-1999, 2009-2010, 2014-2015, 2017-2018, 2020-2021, 2022-2023, 2023-2024
- Supercoppa Under-17: 2

2015, 2018

#### Competizioni internazionali
- Torneo Internazionale Sanremo: 3

1957, 1988, 1991
- Scirea Cup: 1

2014

### Squadra Under-16
La Squadra Under 16, partecipa nel campionato italiano della categoria, del quale ha vinto due edizioni.

#### Competizioni nazionali
- Campionato Nazionale Under-16: 2

2021-2022, 2022-2023

### Squadra Giovanissimi Nazionali (Under 15)
La Squadra Under 15, già Squadra Giovanissimi Nazionali e Giovanissimi Professionisti, partecipa nel campionato italiano della categoria, del quale ha vinto sette edizioni. I giallorossi hanno anche vinto cinque edizioni del Torneo Città di Arco, una delle principali manifestazioni a livello Under 16.

#### Competizioni nazionali
- Campionato Nazionale Under-15: 7

1986-1987, 1995-1996, 1998-1999, 2006-2007, 2013-2014, 2018-2019, 2023-2024
- Supercoppa Under-15: 1

2019
- Memorial Pietro Martinelli: 1

2010

#### Competizioni internazionali
- Torneo Città di Arco: 5

1994, 1998, 2001, 2005, 2010
- Tornei Internazionale di Calcio Città di Bastia-Fratelli Medici: 2

2001, 2003

### Altre competizioni giovanili
- Campionato Ragazzi: 2

1958-1959, 1959-1960

## Riconoscimenti
Di seguito la lista dei riconoscimenti conferiti alla Roma da parte delle organizzazioni calcistiche in base ai suoi meriti sportivi nel corso degli anni.
- Squadra mondiale dell'Anno IFFHS (1991)[38]
- 13ª posizione nella classifica storica dei club secondo dell'IFFHS[39]

## Onorificenze
Di seguito le onorificenze della Roma.